# 丁瓦尔德
丁瓦尔德（德語：Dünwald，發音：[ˈdyːnˌvalt]）是德国图林根州温斯特鲁特-海尼希县曾经的一个市镇，面积28.89平方千米，2022年12月31日人口为2,265人。2023年1月1日，该市镇解散，其市辖区贝伯施泰特和许普施泰特并入市镇丁格尔施泰特，市辖区曹恩勒登并入市镇温斯特鲁塔尔。